# Poppo von Stablo

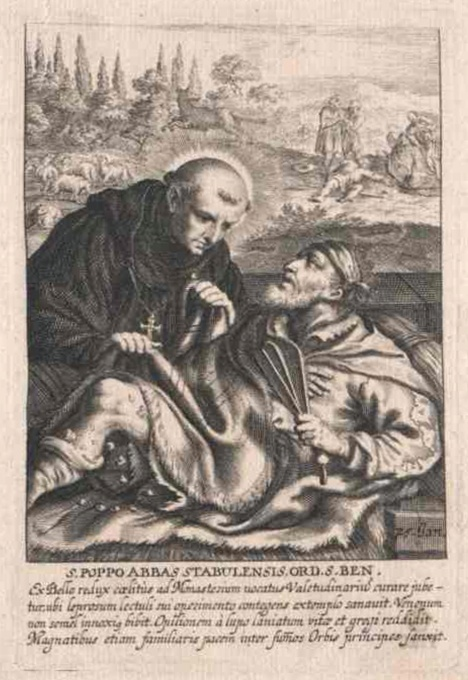
St. Poppo von Stablo, Stich aus dem 17. Jahrhundert

Poppo von Stablo (* 978 in Deinze; † 25. Januar 1048 in Marchiennes) war Abt von insgesamt 17 zum Teil reichsunmittelbaren Abteien und ein Vertreter der Cluniazensischen Klosterreform. Er wurde 1624 heiliggesprochen.

## Leben
Poppo wuchs als einziges Kind einer adeligen Familie in Flandern auf. Bereits 978 war sein Vater Tizekinus im Kampf gegen den König von Frankreich gefallen. Der Sohn erhielt zunächst die Erziehung eines typischen Adeligen seiner Zeit. Poppo war der Sohn der heiligen Adelwiva, die nach dem Tode ihres Mannes ins Kloster ging. Sie starb ca. 1000. Poppo begab sich um 1000 auf eine Wallfahrt in das Heilige Land und kam auf dem Rückweg 1005 nach Rom.
Ein Erweckungserlebnis ließ ihn 1005 als Benediktiner in das Kloster Saint-Remi zu Reims eintreten. 1008 wurde er durch Richard von Saint-Vanne in das Kloster Saint-Vanne in Verdun berufen. 1013 avancierte er auf Veranlassung seines Lehrers Richard von St. Vanne zum Prior der Abtei Saint-Vaast in Arras. Nachdem er Kaiser Heinrich II. kennengelernt hatte, ernannte ihn dieser 1020 zum Abt in den Schwesterklöstern Stablo und Malmedy. 1023 wurde er Abt der Abtei St. Maximin in Trier.
Um das Mönchsleben zu reformieren und zu seinen Ursprüngen zurückzuführen, entwarf Poppo von Stablo eine eigene Regel für seine Klöster. Deshalb betraute ihn Kaiser Konrad II. zwischen 1028 und 1037 zusätzlich mit der Aufsicht über die Reichsabteien Echternach, Saint-Ghislain, Hersfeld, Weißenburg, Sankt Gallen und Limburg bei Bad Dürkheim. Auf Vermittlung des Erzbischofs Pilgrim von Köln hatte Poppo 1024 auch die Abtei Brauweiler gegründet. Zuletzt trug er Verantwortung für 17 bedeutende Klöster. Neben seinen geistlichen Ämtern war er Berater Heinrichs II. bzw. Konrads II. und wurde von ihnen auch als Gesandter eingesetzt. Unter Heinrich III. verlor er jedoch nachhaltig an Einfluss.
Poppo von Stablo trieb in den ihm unterstellten Klöstern die Reform nachhaltig voran, oft gegen den Widerstand der Mönche. Nach dem Tode Konrads II. wurde von Seiten des Kaisers die Klosterreform, als Mittel gegen die Verweltlichung der Konvente, nicht weiter unterstützt, wodurch sie im Heiligen Römischen Reich keinen nachhaltigen Erfolg erzielen konnte. Persönlich galt Abt Poppo als Asket und hervorragender Organisator.
Der Benediktiner starb auf einer Reise, die er wegen seiner Reformbestrebungen unternahm. Er wurde im Kloster Stablo beigesetzt; anlässlich der Heiligsprechung 1624 öffnete man das Grab und erhob die Gebeine. Heute befinden sich die Reliquien in einem Silberschrein, in der Pfarrkirche von Stavelot (Stablo).
Sein Gedenktag ist der 25. Januar.